# Турако камерунський
Турако камерунський (Tauraco bannermani) — вид птахів родини туракових (Musophagidae).

## Етимологія
Вид названо на честь британського орнітолога Девіда Баннермана.

## Поширення
Ендемік Камеруну. Ареал виду, в основному, обмежений Камерунським нагір'ям на заході країни, але невеликі популяції існують на сусідньому гірському масиві Мбам. Мешкає в первісному або вторинному монтанному лісі та у саванах на висотах 2200—2600 м над рівнем моря.

## Опис
Птах середнього розміру, тіло разом з хвостом сягає до 43 см завдовжки. Вага 200—250 г. Верхня частина тіла темно-зелена. Голова сіра з червоними чубчиком та потилицею. Черево та груди світло-зелені. Хвіст синій. На нижній частині крил є червоні плями. Дзьоб жовтий.

## Спосіб життя
Трапляється парами або невеликими групами. Проводить більшу частину свого часу серед гілок дерев, хоча може регулярно спускатися на землю, щоб попити. Живиться плодами, квітами, насінням. Спаровується на початку сезону дощів між березнем та червнем. Гніздо будує серед гілок високого дерева. У кладці 2-3 яйця. Інкубація триває 25 днів. Насиджують обидва батьки. Пташенята вчаться літати у 5-тижневому віці.